# 릴라에데트시

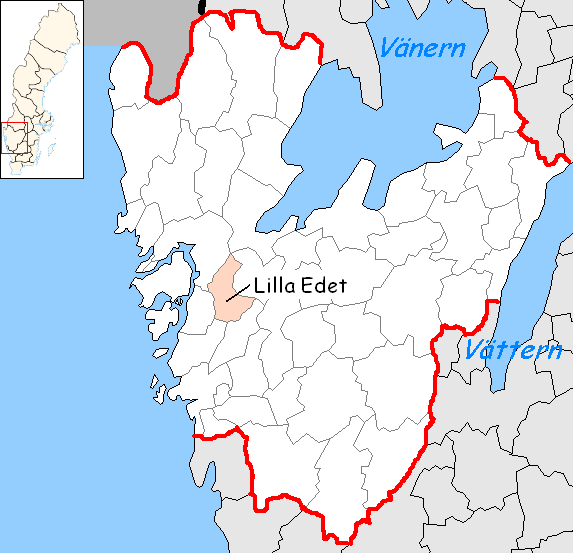
릴라에데트 시의 위치

릴라에데트시(스웨덴어: Lilla Edets kommun)는 스웨덴 베스트라예탈란드주에 위치한 지방 자치체로 행정 중심지는 릴라에데트이며 면적은 341.7841km2, 인구는 13,728명(2016년 12월 31일 기준), 인구 밀도는 40명/km2이다.

시 문장